# Украинское (Куликовский район)
Укра́инское (укр. Українське) — село Куликовского района Черниговской области Украины. Население 27 человек.
Код КОАТУУ: 7422785504. Почтовый индекс: 16304. Телефонный код: +380 4643.

## Власть
Орган местного самоуправления — Ковчинский сельский совет. Почтовый адрес: 16320, Черниговская обл., Куликовский р-н, с. Ковчин, ул. Победы, 5, тел. 2-62-92.

## Галерея

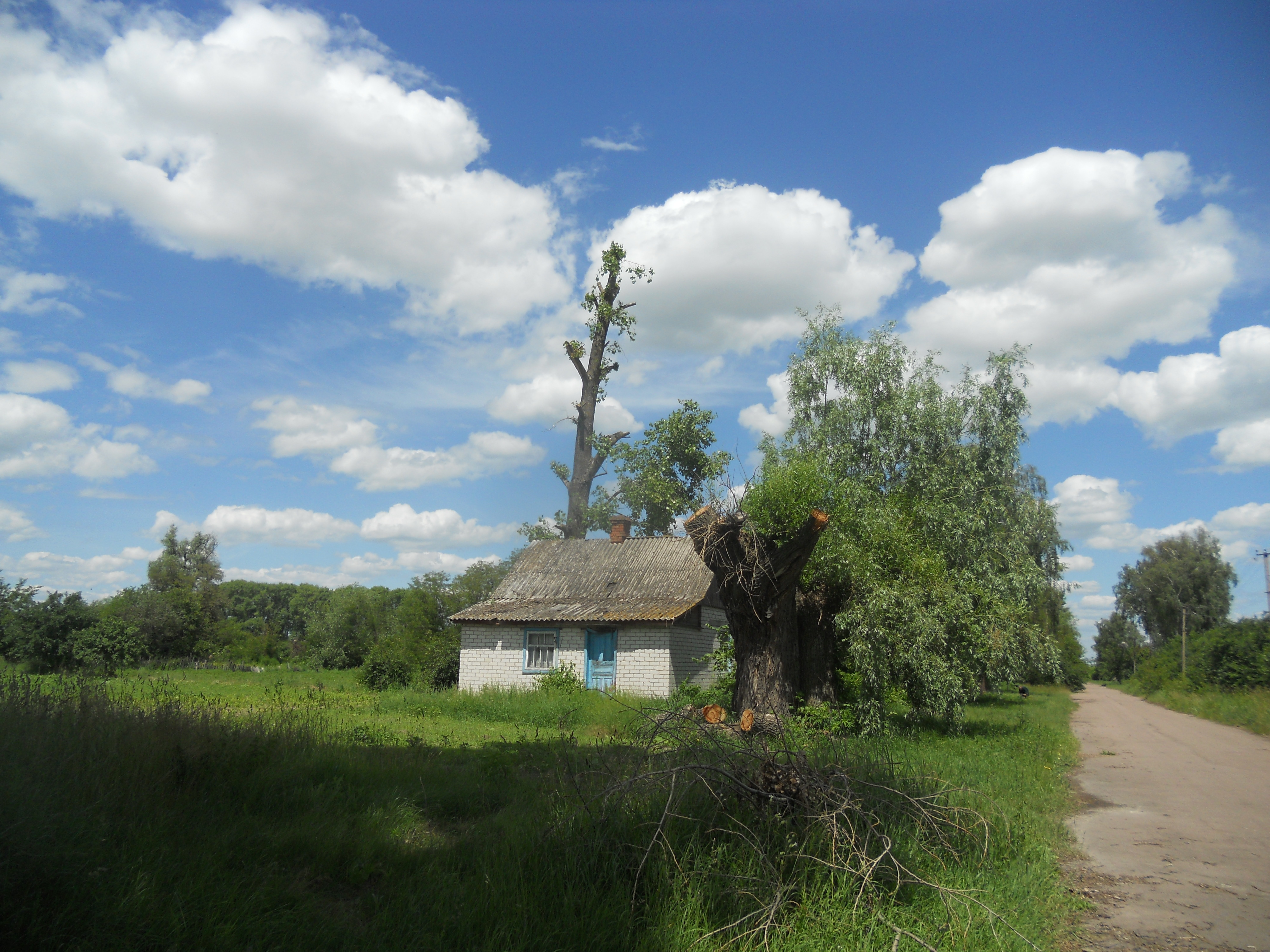
Хата в селе Украинское
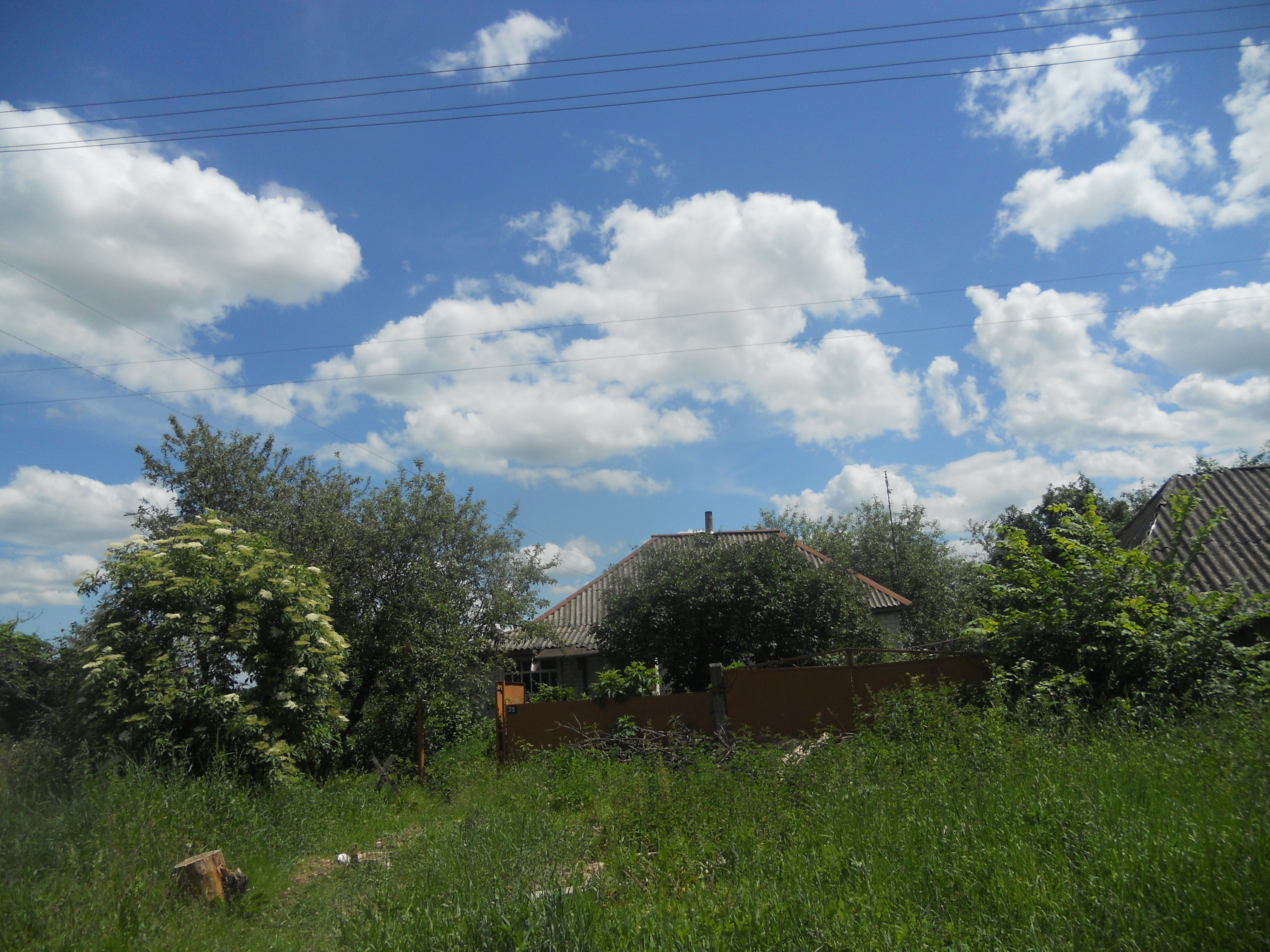
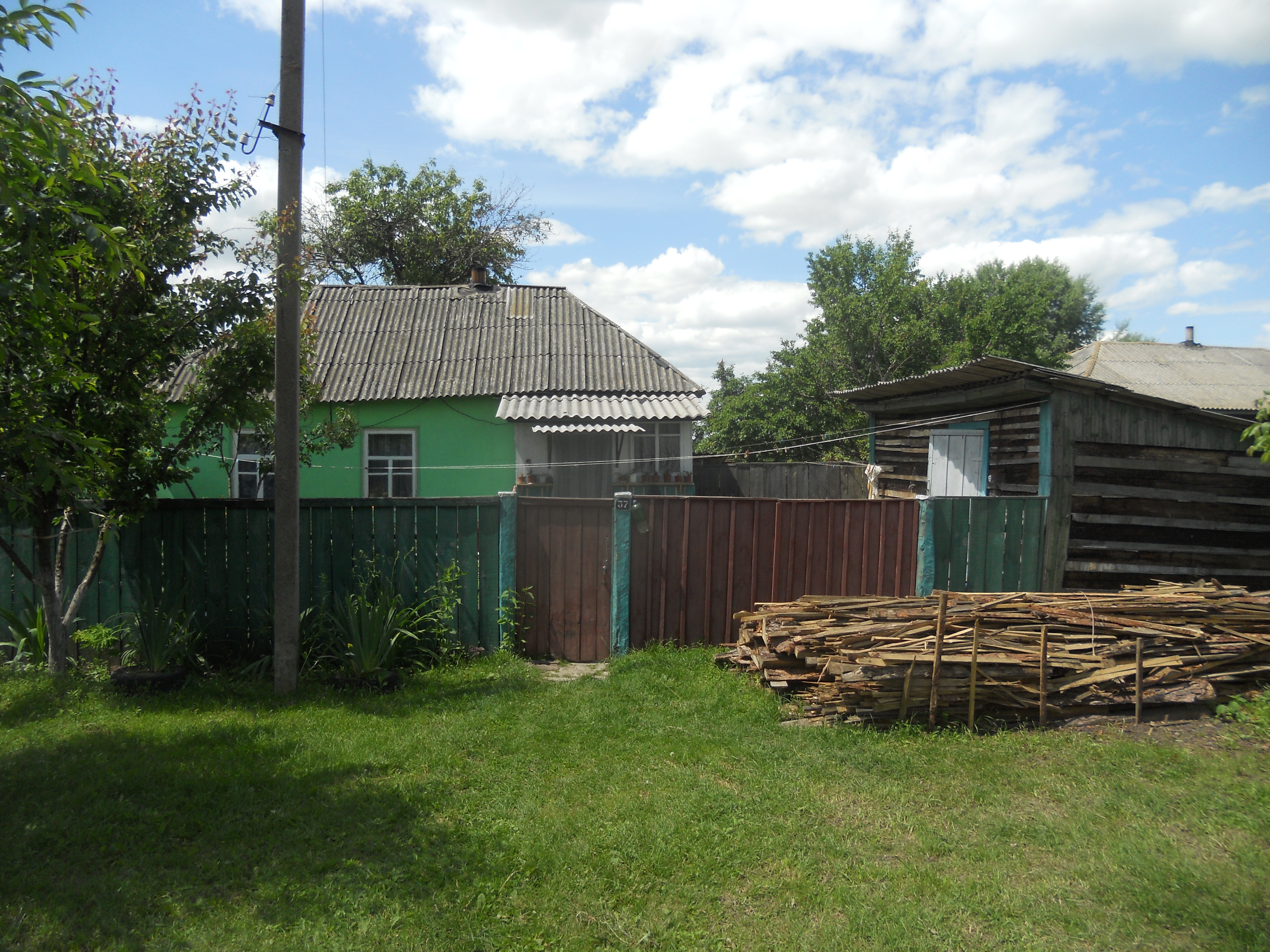
Двор с дровами
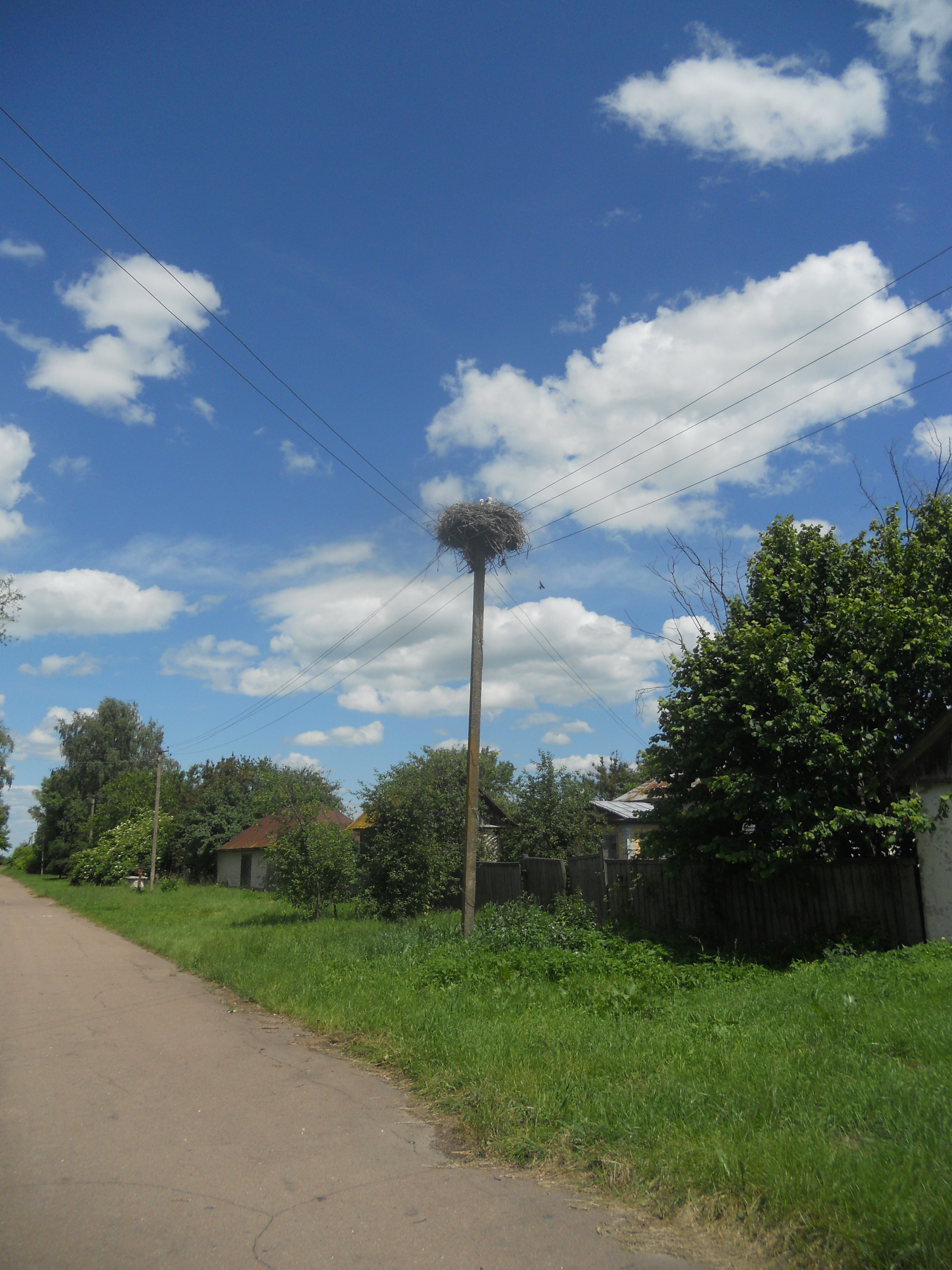
Гнездо аистов
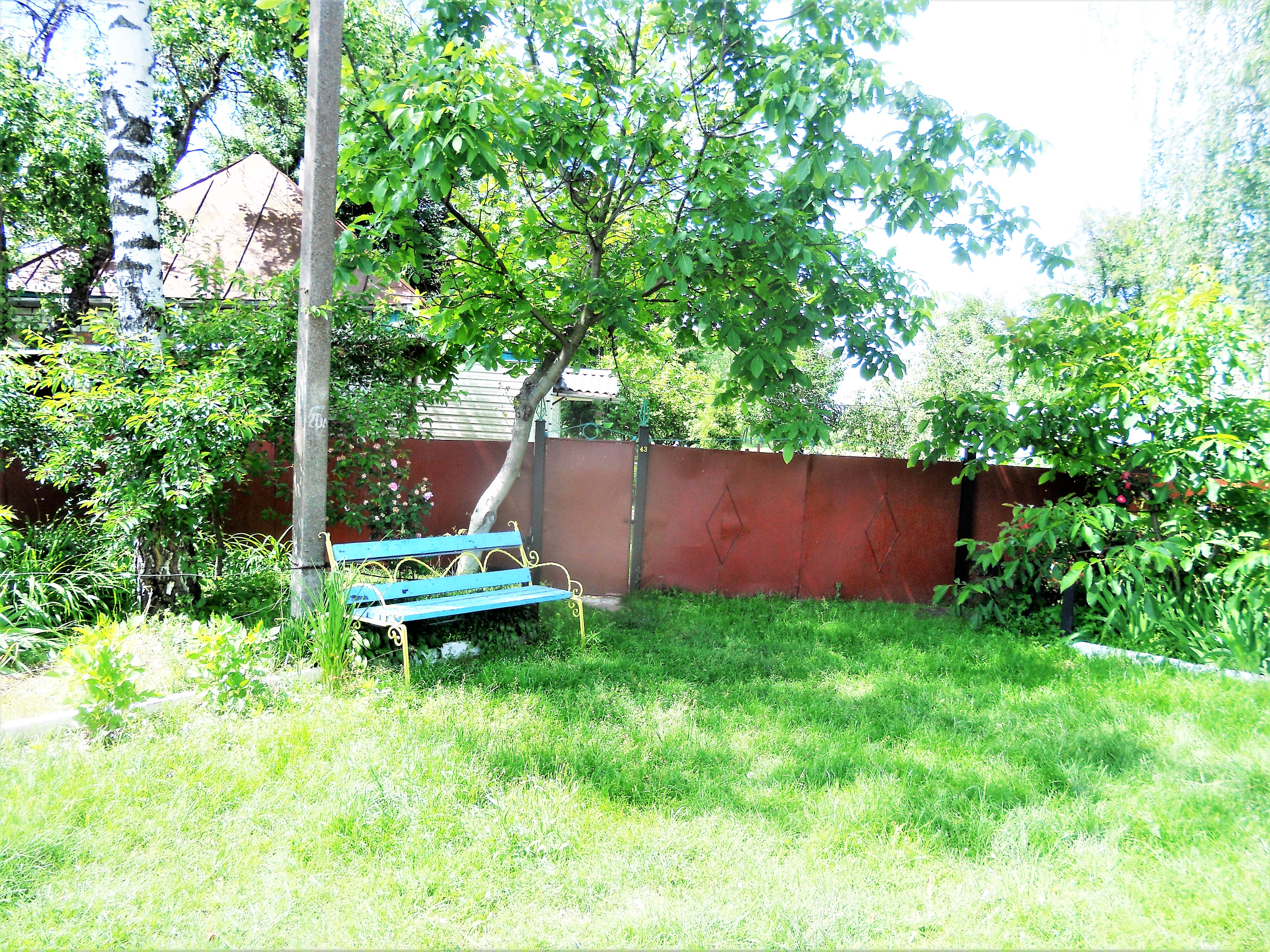
Двор с лавочкой
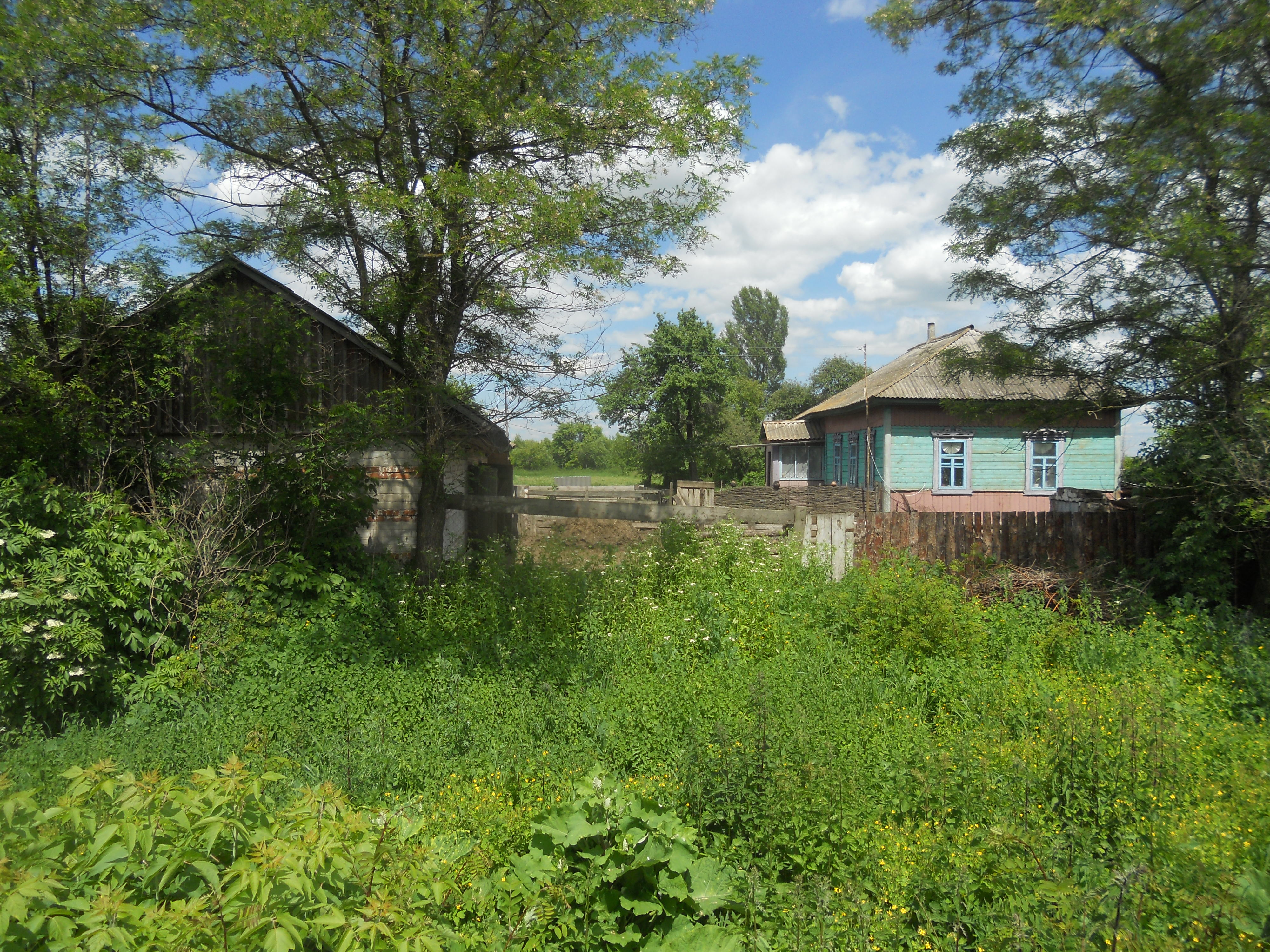
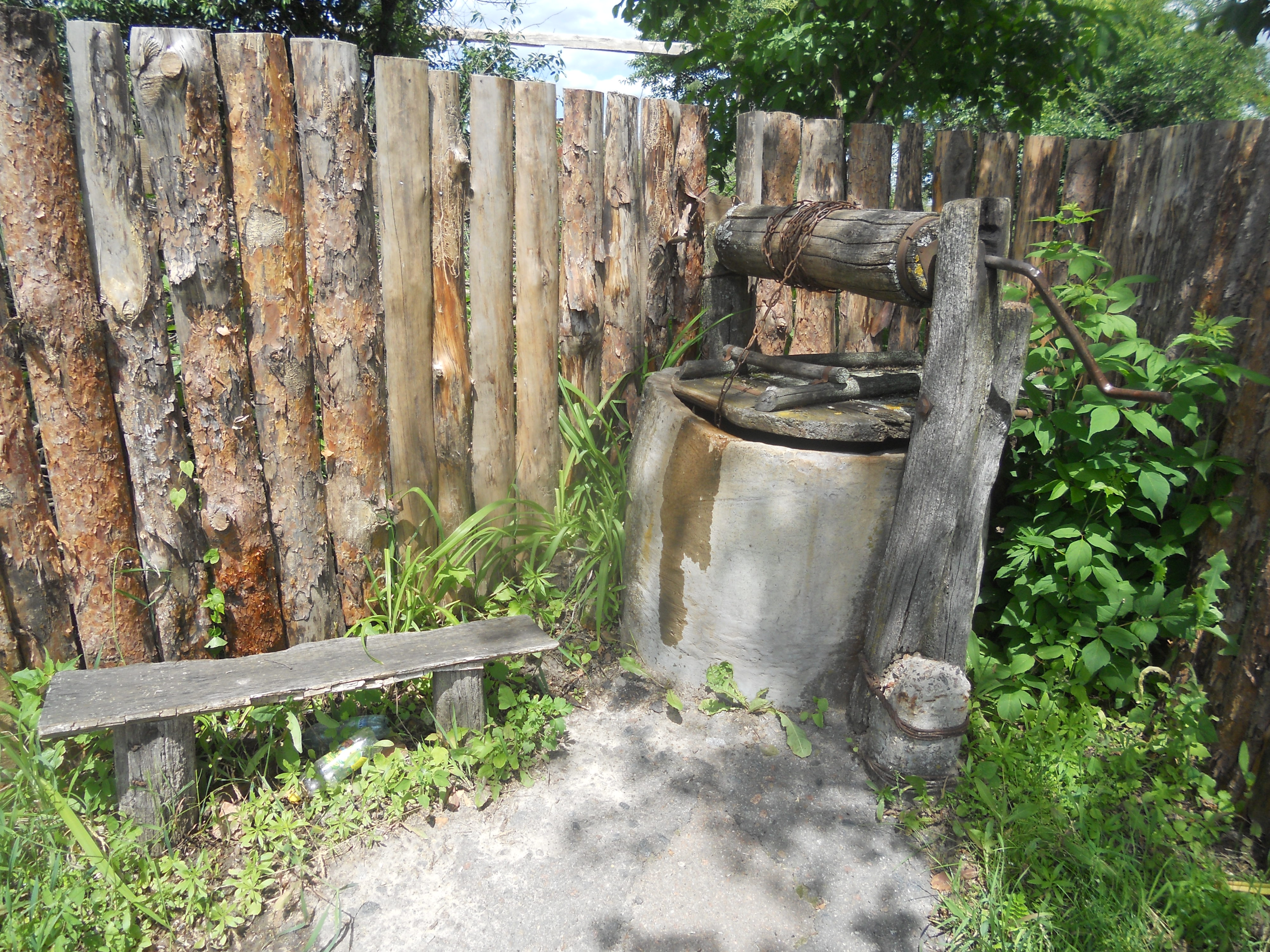
Колодец
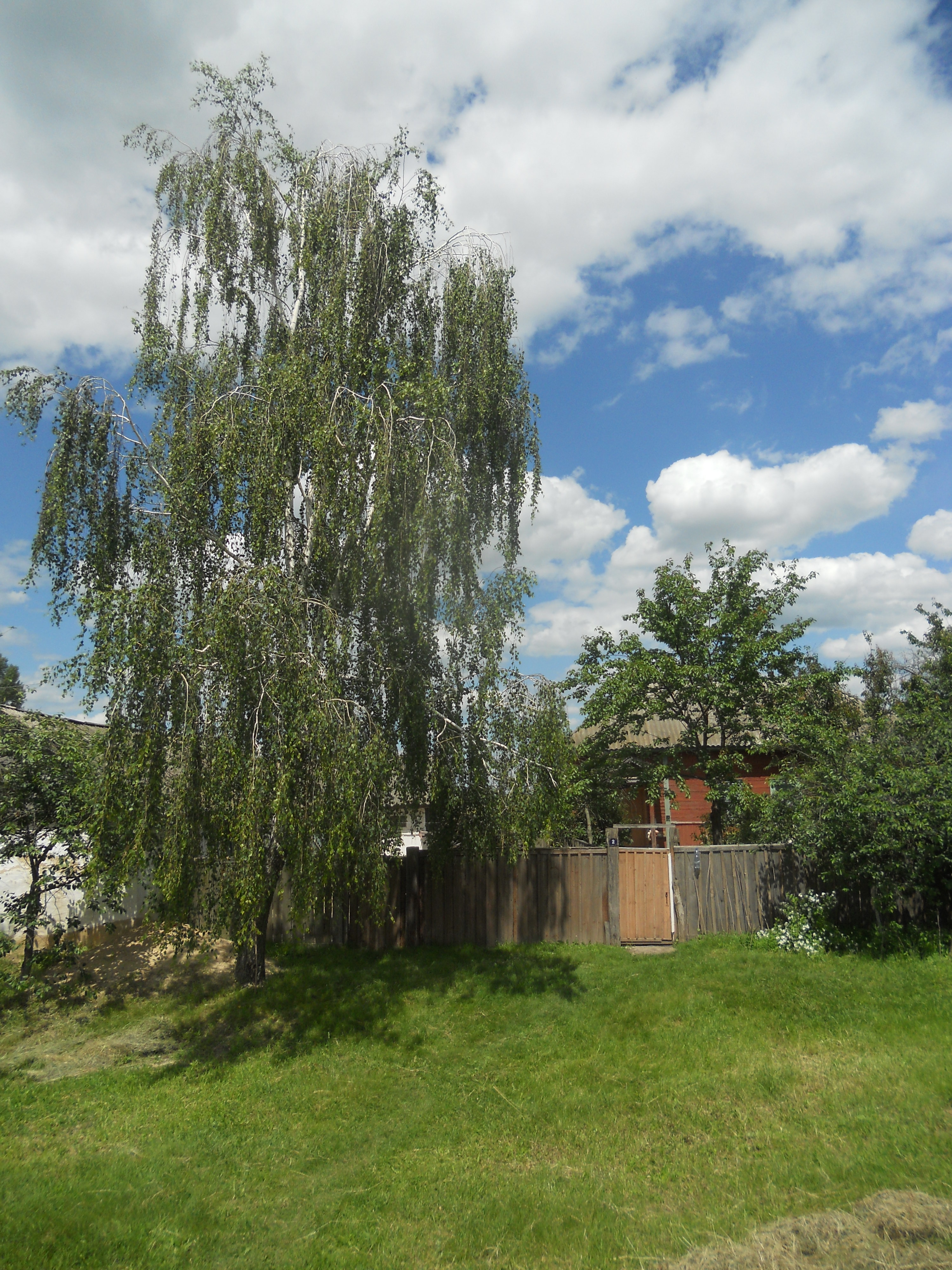
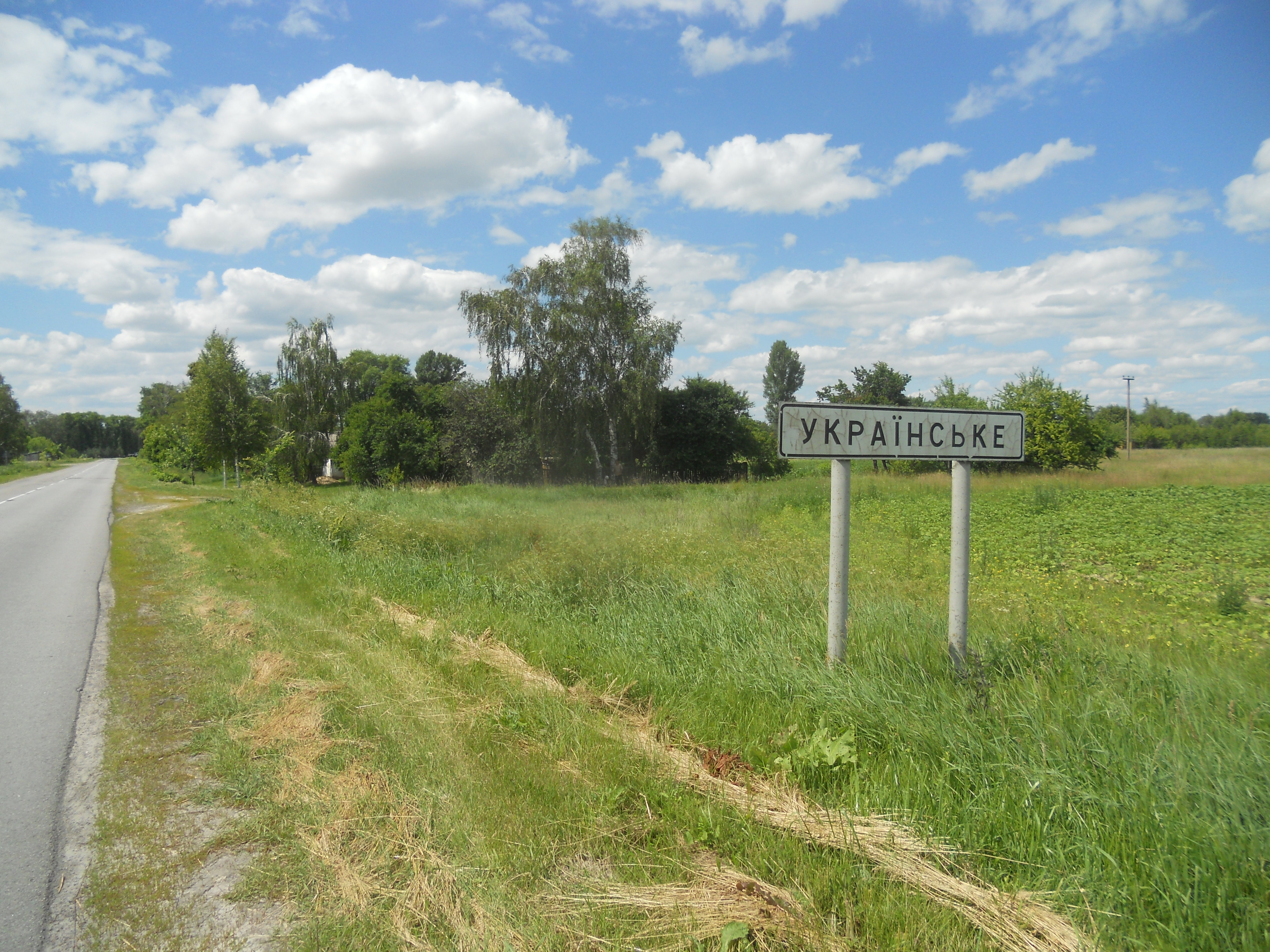
Табличка с названием села